# Paul Wibel

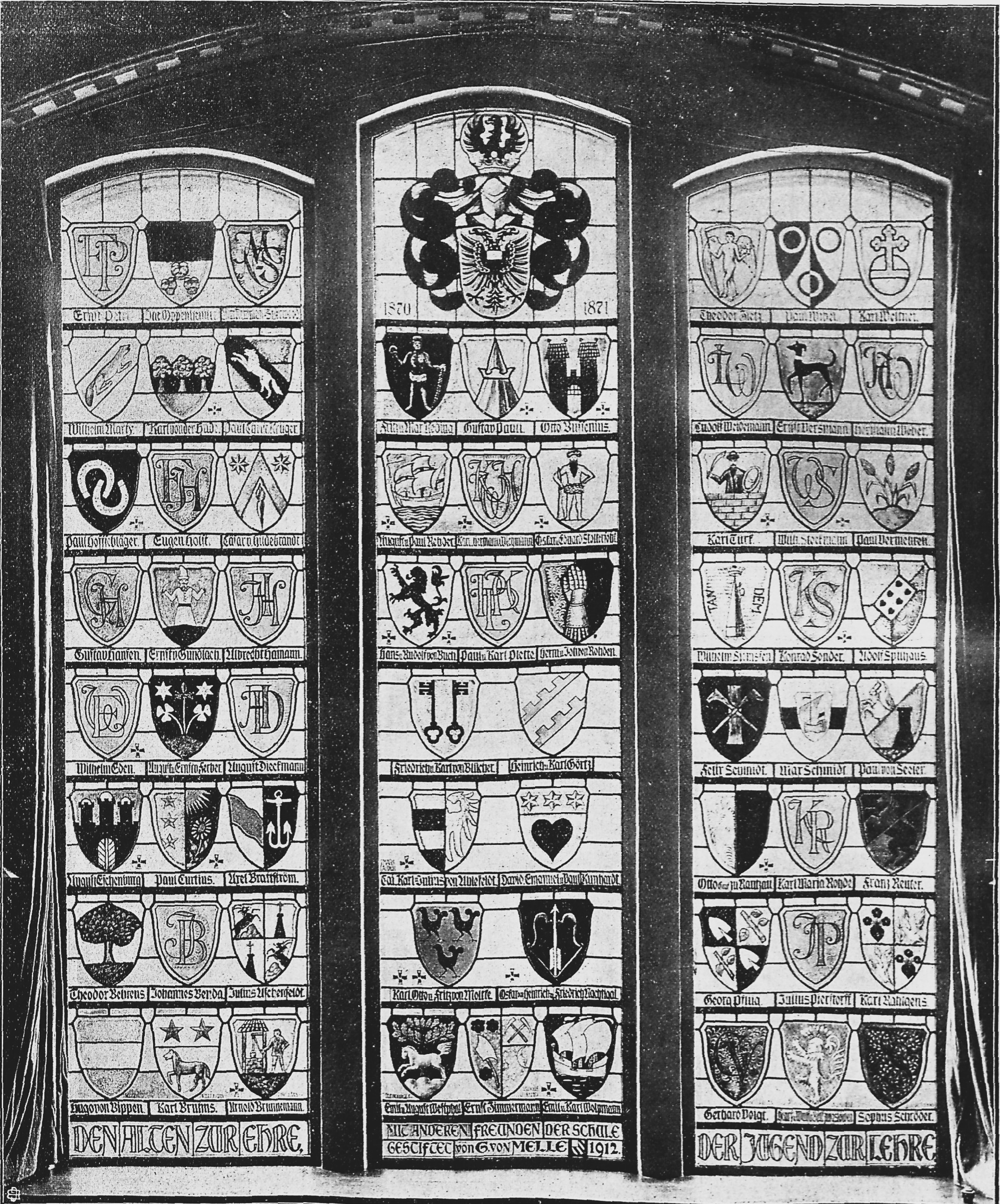
Wappenfenster

Paul Wibel (* 1848 in Lübeck; † 12. März 1897 in Lübeck) war ein Rechtsanwalt und Protokollführer der Freien und Hansestadt Lübeck.

## Leben

### Herkunft
Wibel war ein Sohn Ernst Wibels, Obergerichtsanwalt in Schwartau im Fürstentum Lübeck.

### Laufbahn
Wibel verließ das Katharineum als Primus. 1870 meldete er sich während seines Studiums im Deutsch-Französischen Krieg als Freiwilliger beim Lauenburgischen Jägerbataillon Nr. 9 in Ratzeburg. Als Teilnehmer und ehemaliger Katharineaner wurde er auf deren 1912 von Gerhard von Melle gestifteten Wappenfenster verewigt.
Nach bestandener Promotion kehrten Wibel, Paul Curtius, Hansen, Heinrich Görtz und Johannes Daniel Benda nach Lübeck zurück um ihr Examen beim Oberappellationsgericht zu machen und dann in die lübeckischen Reihen der Advokaten und Notare einzutreten. Am 11. Juli 1875 hat der Senat Wibel zur Ausübung der Praxis als Advokat zugelassen.
Wibel wurde am 9. Oktober 1876 als zweiter Protokollführer des Obergerichtes beeidigt.
Auf der am 3. November 1886 abgehaltenen Versammlung des örtlichen Gustav-Adolf-Vereins wurden an Stelle der statutenmäßig aus dem Vorstand scheidenden Ernestinenschuldirektor Paul Moritz Hoffmann und des bisherigen Kassenführers Carl Hinr. Friedr. Buck wurden Wibel und Buck er- respektive wiedergewählt. 1892 trat Wibel aus deren Vorstand aus.
Nach längerem Krankenlager verstarb Wibel 1897 im gerade begonnenen 49. Lebensjahr.

### Politik
Als Nachfolger des bisherigen nun vom Bürgerausschuss zu dessen Protokollführer erwählten Carl Friedr. Lindenberg bewarben sich die Anwälte Wibel, Carl Wilh. Dittmer, Adalb. von Bippen, Philipp Wilhelm Plessing, Georg Albr. Priess und Carl Böse als Protokollführer der lübeckischen Bürgerschaft. Nachdem Lindenberg eine Wiederwahl nach seiner laufenden Amtszeit abgelehnt hatte, wurde am 17. Oktober 1894 der bisherige Protokollführer der Bürgerschaft, Wibel, an seine Stelle erwählt.
Bei den letzten Bürgerschaftswahlen des Jahres am 27. Juni 1887 für den IV. Wahlbezirk (Johannis Quartier und Vorstadt St. Jürgen) war Wibel einer der Kandidaten. Von 1288 wahlberechtigten Bürgern übten 445 (34,5%) ihr Wahlrecht aus. Wibel erhielt 20 Stimmen.

#### Bürgerlicher Deputierter
1895 wählte der Senat bei der Vorsteherschaft der v. Brömbsen Testamente an Stelle von Jöh. Heinr. Evers Wibel zu dessen Bürgerlichen Deputierten.

### Gesellschaft zur Beförderung gemeinnütziger Tätigkeit
In der Gesellschaft zur Beförderung gemeinnütziger Tätigkeit bewährte sich Wibel als Schriftführer und Vorsteher.
Auf der Versammlung am 7. März 1882 fand die Neuwahl eines Vorstehers der Spar- und Anleihekasse an Stelle des turnusmäßig ausscheidenden Wibel statt. Vorgeschlagen waren die Anwälte Böse, Priess und Ludw. Heinr. Theod. Staunau.
Aus den 1883er Revisionsberichten der Spar- und Anleihekasse ergaben sich bei der Zehnpfennigsparkasse Übelstände, die einer Beratung bedurften. Deren Ziel war es gewesen, die Gründung und Benutzung derselben als eine wirkliche Sparkasse für kleinere Beträge, um den Arbeiterstand als Kunden zu gewinnen. Zur Beratung dessen wurde eine Kommission gebildet. Aus der Kassenvorsteherschaft gehörten dieser Wilhelm Gädeke, H. Piehl, Friedr. Hartwig und Carl Gottfr. Christ. Evers, aus dem der Gesellschaft Georg Eschenburg, Heinrich Klug, Heinr. Christ. Otto und Wibel an.
Auf der Versammlung am 16. März 1897 hielt der Direktor, Emil Ferdinand Fehling, dem verstorbenen Wibel einen ehrenden Nachruf.

### Familie

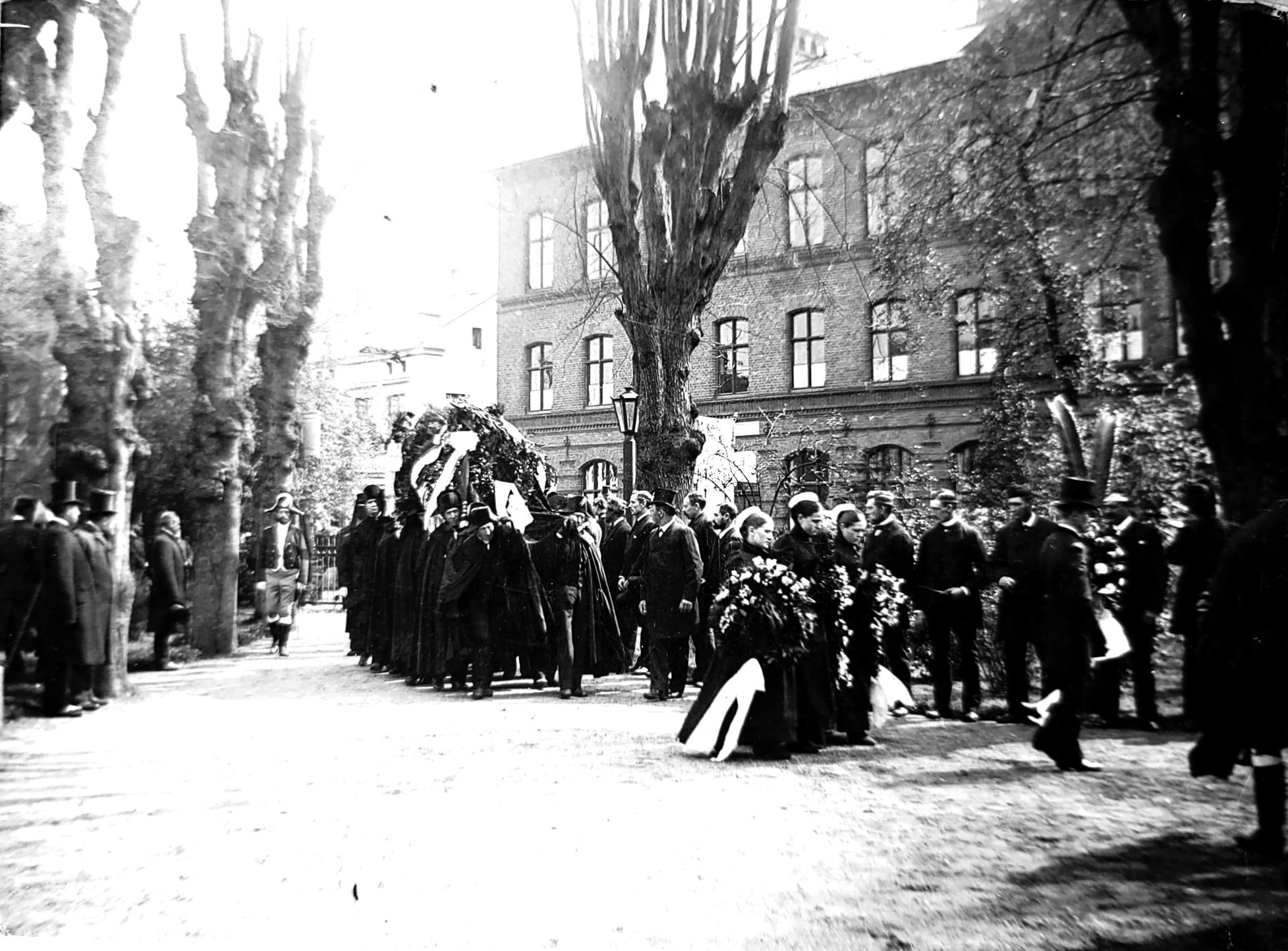
Die Harms'schen Töchter auf dem St. Lorenzkirchhof zur Beisetzung ihres Vaters 1892

Wibel heiratete mit Wilhelmine Marie eine Tochter des Senators Georg Friedrich Harms. Als auch sie 1901 früh verstarb, wurden deren Kinder, die ihrem Vater im Beruf folgen sollten, von Verwandten aufgezogen.
Ihr Ältester Sohn, Paul, starb 1905 als cand. jur. Der zwei Jahre jüngere Heinrich war bis zum Krieg Richter in Tsingtao. Nach dem Krieg wurde er Amtsrichter in der Freien und Hansestadt Lübeck. Dort leitet er den Calmette-Prozess, wurde 1932 Nervenkrank und verstarb.

## Trivia
Wibel gilt neben Rechtsanwalt Karl Peter Klügmann und Robert Peacock als ein mögliches Vorbild für die Figur des Rechtsanwalts Dr. Andreas Gieseke in Thomas Manns Schlüsselroman Buddenbrooks.

## Referenzen
1. ↑  Local- und vermischte Notizen. In: Lübeckische Blätter, 16. Jahrgang, Nummer 78, Ausgabe vom 30. September 1874, S. 362.
2. ↑  Local- und vermischte Notizen. In: Lübeckische Blätter, 17. Jahrgang, Nummer 58, Ausgabe vom 21. Juli 1878, S. 132.
3. ↑  Local- und vermischte Notizen. In: Lübeckische Blätter, 18. Jahrgang, Nummer 100, Ausgabe vom 13. Dezember 1876, S. 598.
4. ↑  Local- und vermischte Notizen. In: Lübeckische Blätter, 28. Jahrgang, Nummer 89, Ausgabe vom 7. November 1886, S. 504.
5. ↑  Bericht des Lübeckischen Hauptvereins der Gustav-Adolf-Stiftung. In: Lübeckische Blätter, 34. Jahrgang, Nummer 31, Ausgabe vom 17. April 1892, S. 180–183.
6. ↑  Local- und vermischte Notizen. In: Lübeckische Blätter, 21. Jahrgang, Nummer 89, Ausgabe vom 5. November 1879, S. 504.
7. ↑  514.: Bürgerausschuss am 17. October. In: Lübeckische Blätter, 36. Jahrgang, Nummer 83, Ausgabe vom 17. Oktober 1894, S. 553.
8. ↑  Local- und vermischte Notizen. In: Lübeckische Blätter, 29. Jahrgang, Nummer 52, Ausgabe vom 29. Juni 1887, S. 280.
9. ↑  Local- und vermischte Notizen. In: Lübeckische Blätter, 37. Jahrgang, Nummer 54, Ausgabe vom 7. Juli 1895, S. 364.
10. ↑  Gesellschaft zur Bef. gemeinn. Thätigkeit. In: Lübeckische Blätter, 25. Jahrgang, Nummer 18, Ausgabe vom 1. März 1882, S. 103
11. ↑  Local- und vermischte Notizen. In: Lübeckische Blätter, 26. Jahrgang, Nummer 87, Ausgabe vom 19. Oktober 1884, S. 532.
12. ↑  Local- und vermischte Notizen. In: Lübeckische Blätter, 39. Jahrgang, Nummer 12, Ausgabe vom 21. März 1897, S. 134.
13. ↑  Lübeckische Blätter. 1953 (89)
14. ↑   Karl Alfred Hall: Buddenbrooks und ihre Originale. In: Hartwig Draeger (Hrsg.): Buddenbrooks. Dichtung und Wirklichkeit. Bilddokumente. Graphische Werkstätten, Lübeck 1993, S. 41.

| Personendaten    | Personendaten               |
| ---------------- | --------------------------- |
| NAME             | Wibel, Paul                 |
| KURZBESCHREIBUNG | Lübecker Arzt und Politiker |
| GEBURTSDATUM     | 1848                        |
| GEBURTSORT       | Lübeck                      |
| STERBEDATUM      | 12. März 1897               |
| STERBEORT        | Lübeck                      |